# 雲取山
雲取山（くもとりやま）は、東京都・埼玉県・山梨県の境界にある標高2,017.13 mの山。東京都の最高峰であり、都内で標高2,000 mを越えるのはこの山のみである。また奥多摩で「日本百名山」に名を連ねる唯一の山である。雲表にそびえ雲も取れそうな高峰からその名が付いた（『奥多摩町誌』）。

## 概要
秩父多摩甲斐国立公園の代表的な山の一つで、日本百名山、多摩百山に選ばれている。1都2県にまたがるとともに、東京都の最高峰かつ最西端の山でもある。山頂には一等三角点が設置されている。また、2016年（平成28年）には山の日の制定を記念して山頂に標石が設置された。
見晴らしが良く、周辺の山々のほか富士山、南アルプス、関東平野方面なども見ることができる。妙法が岳、白岩山とともに三峰山の三山の一つである。山頂の北西は埼玉県、南西は山梨県と3都県の都県境をなしている。

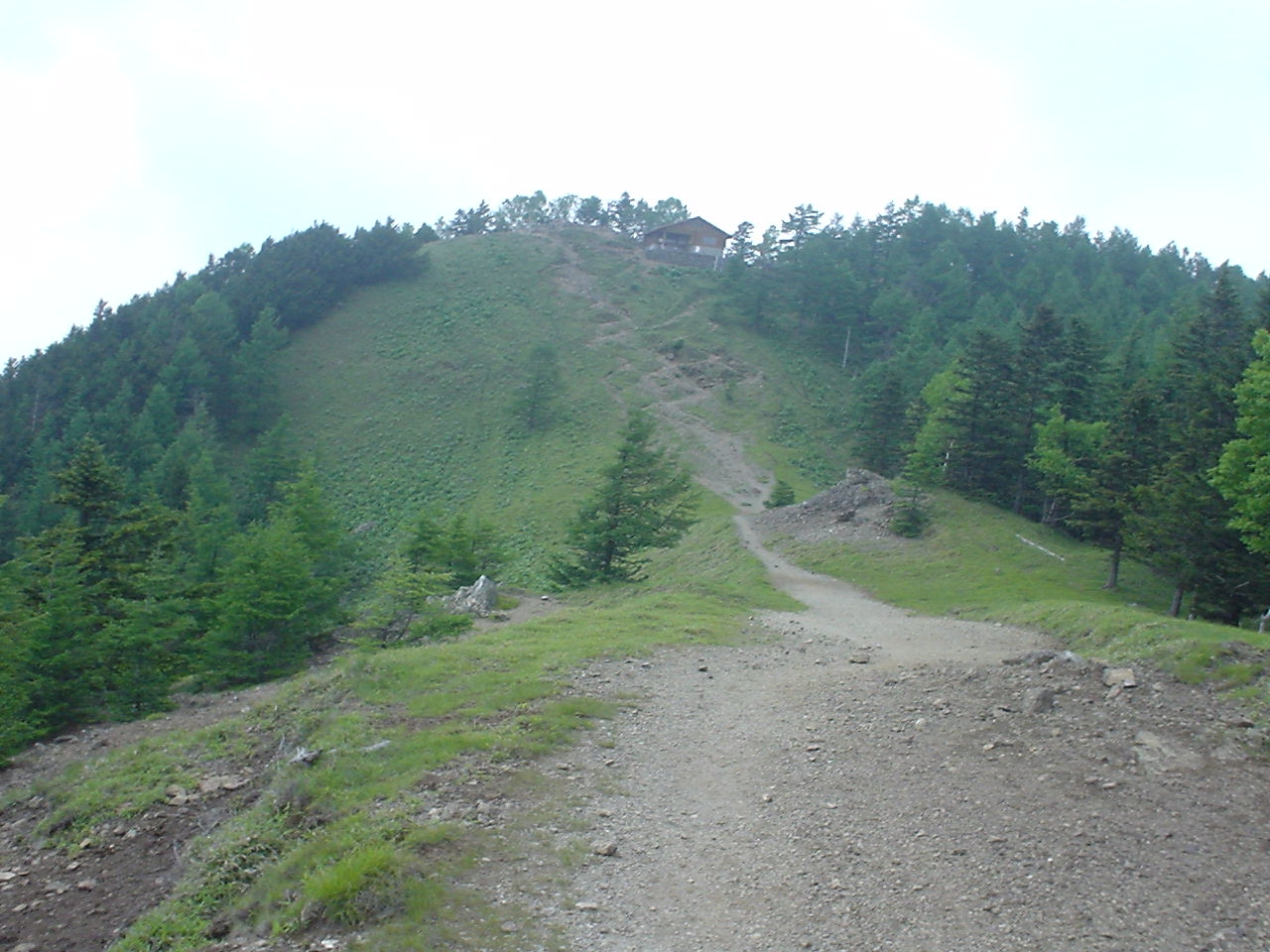
山頂を南東から
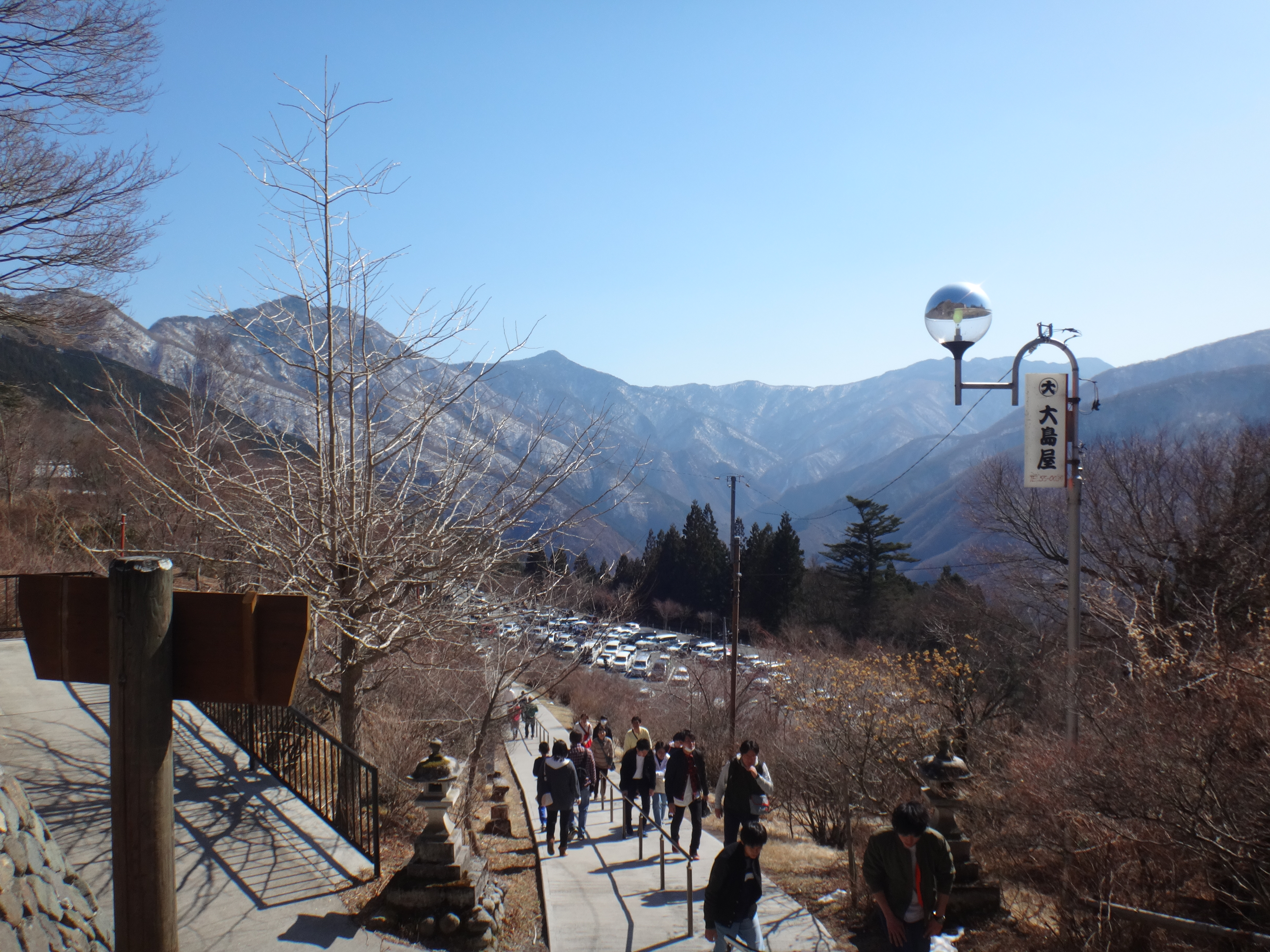
三峯神社から見た霧藻ヶ峰、白岩山、雲取山
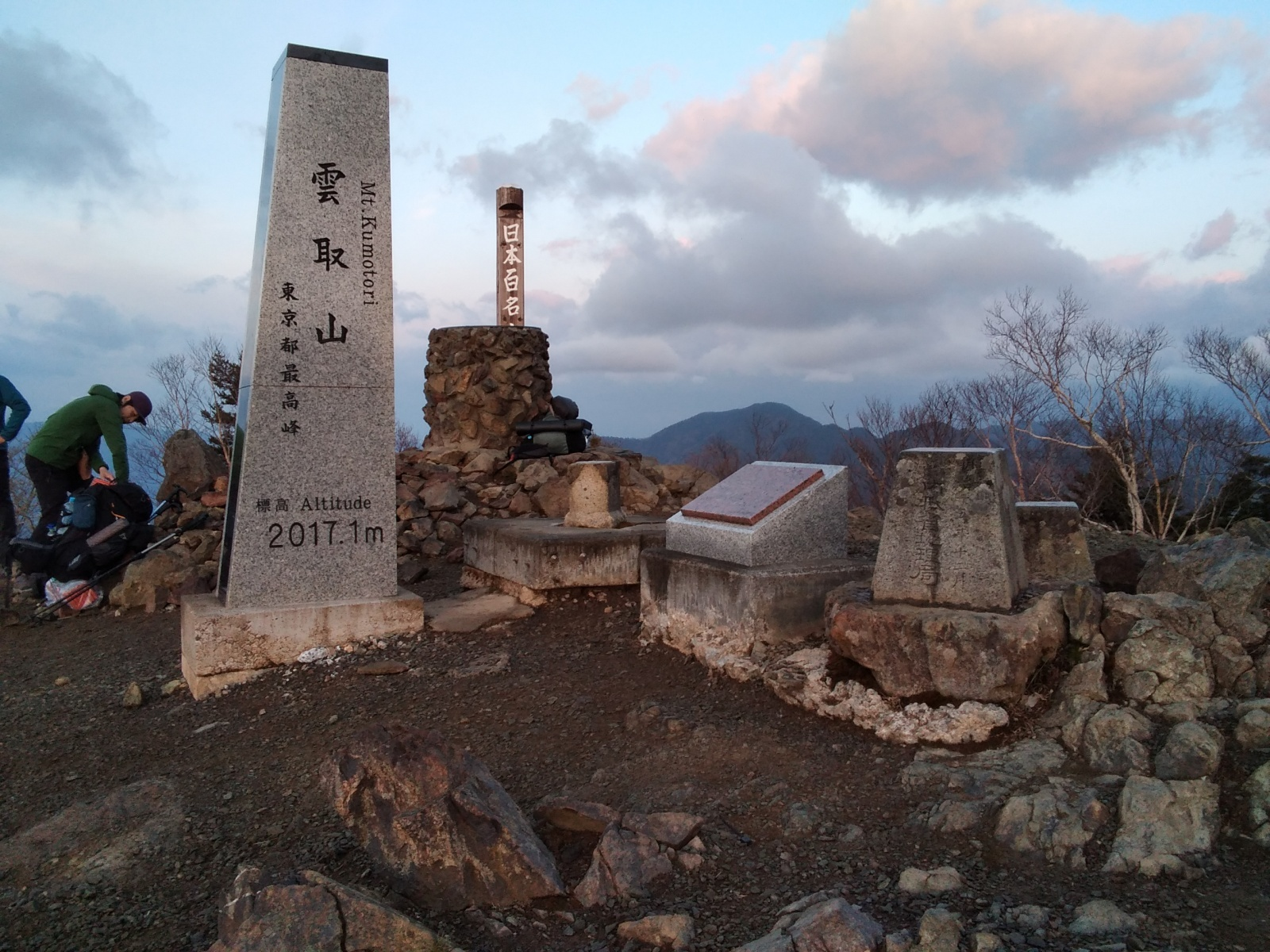
雲取山の山頂標識群

### 水源林
1901年（明治34年）、東京府東京市（現在の東京都）は、水源地保全のため、多摩川を囲む山地4万8千ha余りを山梨県から購入した。
大正末から昭和6年（1931年）にかけて、ススキの原だった雲取山周辺の稜線に、唐松の苗木を植えた。
現在は東京都側と山梨県側の山林が、東京都水道局の水源林（東京都水源林）となっている。

## 登山

### 主なコース
山梨県・東京都側（多摩川流域）と埼玉県側（荒川流域）に大別される。山梨県丹波山村の鴨沢、埼玉県秩父市の三峯神社からのコースをはじめ、様々なコースで登ることができる。
- 山梨県丹波山村からのコース（バスは奥多摩駅より）[6]
  - 鴨沢バス停 - 小袖乗越 - 七ツ石山 - 雲取山。登り5時間30分・下り3時間30分[7]。小袖乗越に駐車場あり。
  - お祭バス停 - 後山林道 - 三条の湯 - 雲取山。登り6時間30分・下り5時間[7]。土日は午前バス1本。行程の半分が後山林道。後山林道の部分は三条の湯が宿泊客のための迎車を行っている[8]。三条の湯からは登り3時間・下り2時間15分。
- 東京都奥多摩町からのコース（バスは奥多摩駅より）[9]
  - 東日原バス停 - 日原林道 - 雲取山。登り6時間55分・下り5時間25分[7]。2時間以上林道歩き。
  - 東日原バス停 - 鷹ノ巣山 - 七ツ石山 - 雲取山。登り7時間5分・下り5時間25分[7]。
  - 峰谷バス停 - 赤指尾根 - 七ツ石山 - 雲取山。登り5時間45分・下り4時間5分[7]。土日は午前バス1本。
  - 峰谷バス停 - 鷹ノ巣山 - 七ツ石山 - 雲取山。登り6時間5分・下り4時間35分[7]。土日は午前バス1本。
  - 石尾根：奥多摩駅 - 六ツ石山 - 鷹ノ巣山 - 七ツ石山 - 雲取山。登り10時間15分・下り8時間[7]。
- 埼玉県秩父市からのコース（バスは西武秩父駅・三峰口駅より）
  - 三峯神社バス停 - 霧藻ヶ峰 - 白岩山 - 芋ノ木ドッケ - 雲取山。登り5時間20分・下り4時間25分[10]。
  - 大陽寺入口バス停 - 大陽寺 - 白岩山 - 芋ノ木ドッケ - 雲取山。
- 縦走コース
  - 奥秩父主脈縦走路の縦走コース
  - 長沢背稜の縦走コース

### 備考
- 以前は山頂の標識が2か所あった。2016年に「山の日」施行記念や老朽化に伴う更新のため、東京都と埼玉県が標識を統一した[11]。
- 2017年は西暦年数と、標高のメートル数が同じであることから、記念登山への人気が高まった。2016年末には周辺3都県の山岳連盟により、山頂付近に1年間限定の記念碑「雲取山西暦二千十七年」が建てられた[12]。
- 雲取山は通常は2日行程で登山する[9]が、健脚ならばコースによっては日帰りも可能である。ただし、日帰り登山は早朝に登り始めないと下山時には日が落ちる。
- 日原林道は車両通行止めのことがある。地元では林道をマイカーで走るのは自重するように促している。
- 後山林道は一般車両やタクシーは通行禁止。日原林道終点 - 大ダワ間は登山道としても完全通行止め。
- 登山計画書は、駅や登山口などに設置された登山届ポストや、警察署・交番・駐在所で受け付けている。警察署には郵送も可能である。埼玉県・山梨県はインターネットでも受け付けている[13][14]。
- 冬期に滑落する事故が発生しており、秩父環境管理事務所は『雲取山安全登山マップ』を配布し、注意を呼びかけている[15][16]。
- 奥多摩小屋近くの東側斜面で大量のごみが2016年に見つかった。多くは1960年代から1970年代頃に不法投棄されたとみられる空き缶や空き瓶、食品の袋などで、クマザサが枯れたことで露出し、撤去が進められた[17]。

### 周辺の山小屋
| 山小屋 | 名称           | 所在地                     | 収容 人数 | キャンプ 指定地 | 水場 | 営業 | 備考                                 | 出典       |
| ------ | -------------- | -------------------------- | --------- | --------------- | ---- | ---- | ------------------------------------ | ---------- |
|        | 雲取山荘       | 山頂北側直下               | 200人     | テント50張      | あり | 通年 |                                      | [ 18 ]     |
|        | 三条の湯       | 後山林道終点付近           | 80人      | テント15張      | あり | 通年 | 迎車あり                             | [ 19 ]     |
|        | 雲取山避難小屋 | 山頂                       | 約20人    | なし            | なし | 通年 | 避難小屋                             | [ 注釈 1 ] |
|        | 五十人平野営場 | 小雲取山下（奥多摩小屋跡） | -         | テント70張      | あり | 通年 | 事前予約制 2025年4月29日より利用開始 | [ 21 ]     |
|        | 七ツ石小屋     | 七ツ石山                   | 15人      | テント10張      | あり | 通年 | 自炊                                 | [ 22 ]     |
|        | 霧藻ヶ峰休憩所 | 霧藻ヶ峰                   | 10人      | なし            | なし | 通年 | 土日                                 | 自炊       |

この他に白岩山北側に白岩小屋、雲取山荘北側に雲取ヒュッテもあるが、いずれも廃墟化している。また、山頂南側には奥多摩小屋もあったが、2019年（平成31年）3月31日をもって閉鎖され、跡地には2025年（令和7年）4月29日に五十人平野営場がオープンした。
2017年（平成29年）6月1日現在の日本郵便「交通困難地・速達取扱地域外一覧」には、秩父市大滝字の雲取小屋および雲取ヒュッテが掲載されていた。また2022年（令和4年）時点では雲取避難小屋が同一覧に掲載され、交通困難地に指定されていた。しかし2023年（令和5年）9月1日時点での同一覧には掲載はなく、埼玉県内から人が居住する交通困難地は消滅している。

## 隣接する山
| 山容 | 名称         | 標高 (m) | 三角点 等級 | 雲取山との 距離(km) | 備考   |
| ---- | ------------ | -------- | ----------- | ------------------- | ------ |
|      | 七ツ石山     | 1757.30  | 三等        |                     | 石尾根 |
|      | 飛龍山       | 2,077    | 三等        |                     |        |
|      | 芋木ノドッケ | 1,946    | なし        |                     |        |
|      | 白岩山       | 1,921.24 | 三等        |                     |        |

## 関連画像

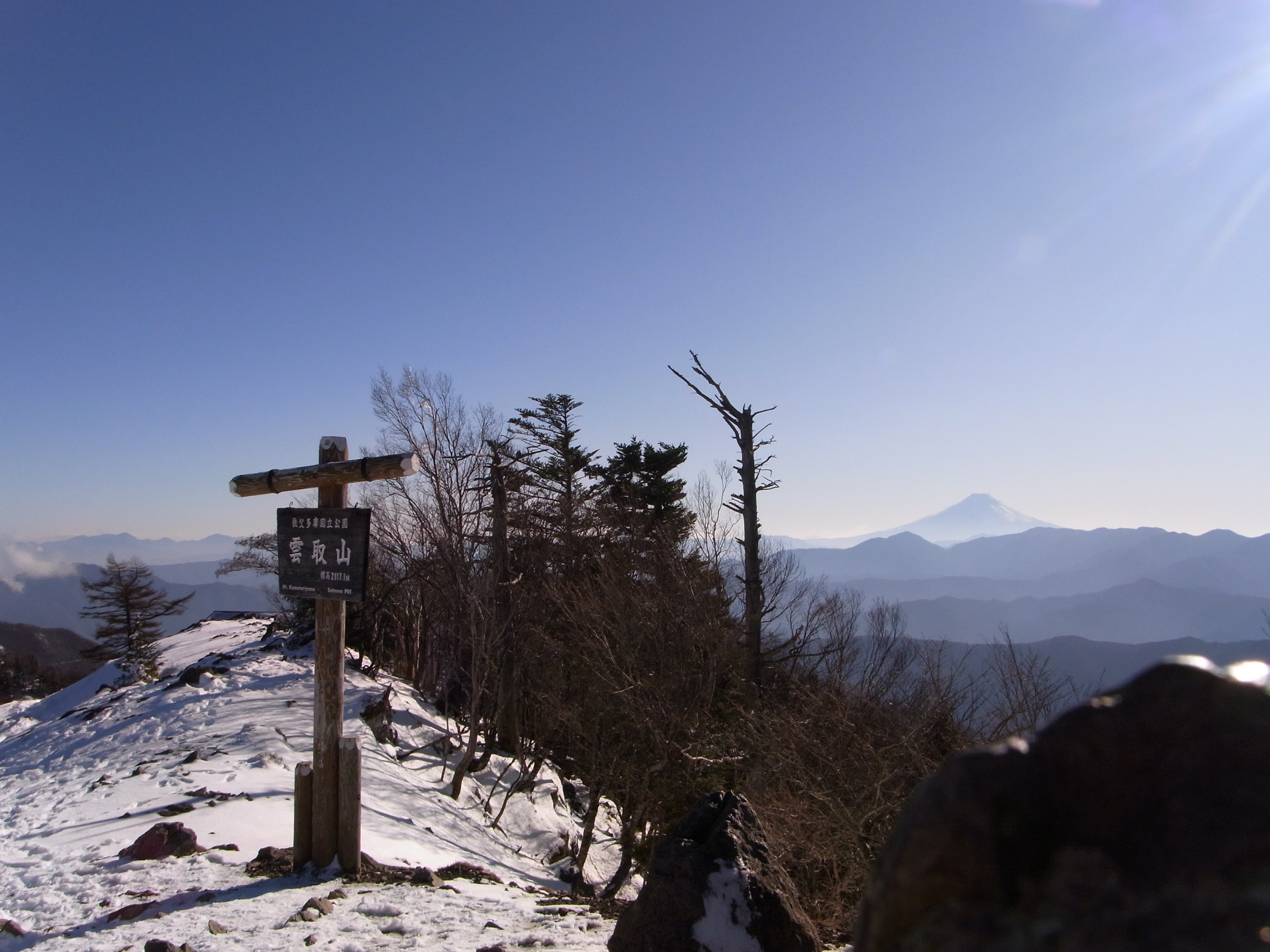
山頂標と富士山
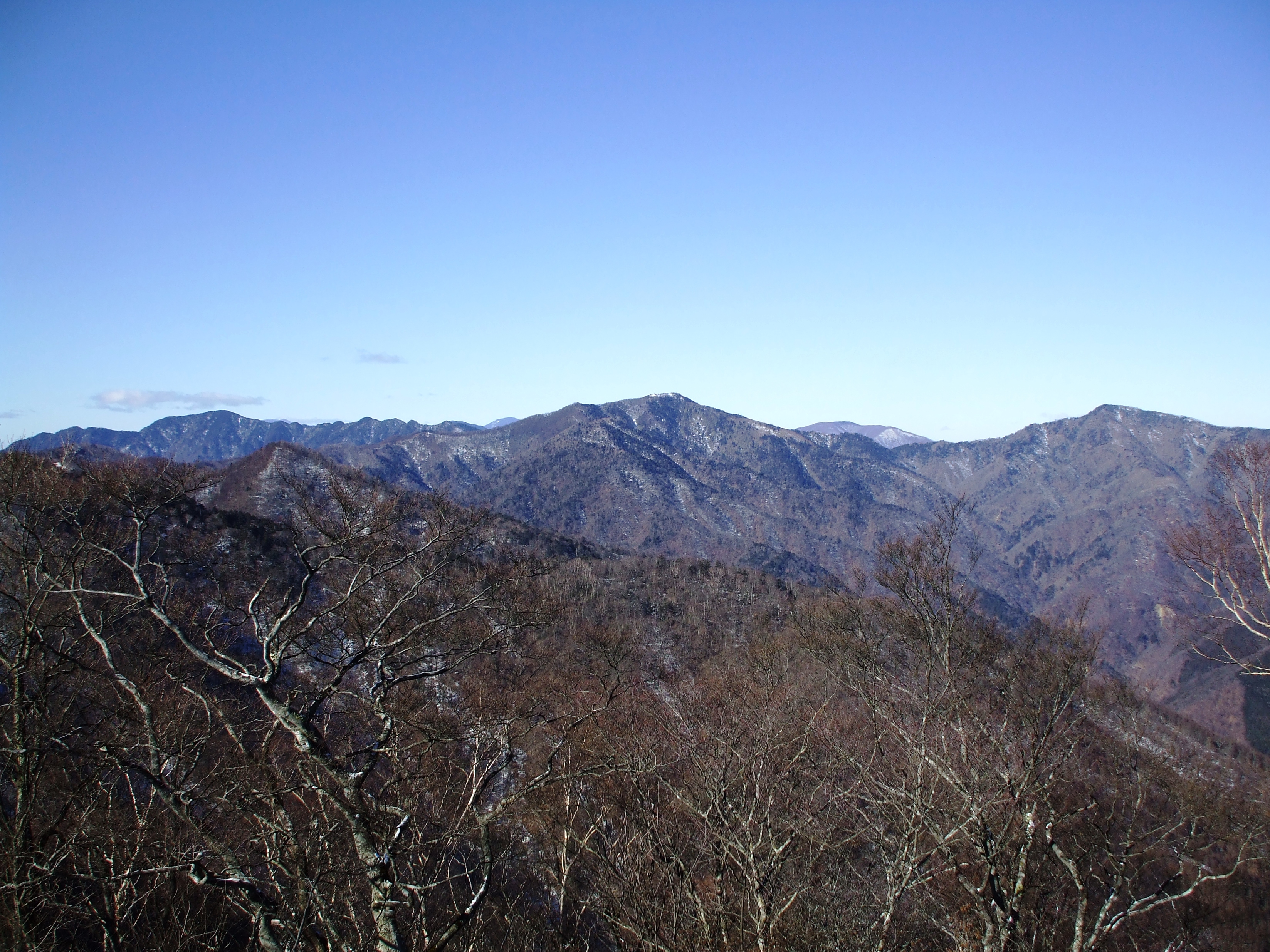
鷹ノ巣山より見た雲取山
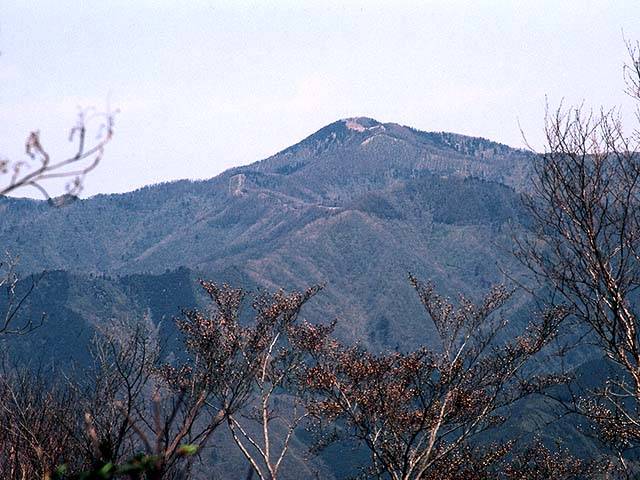
三頭山より望む雲取山
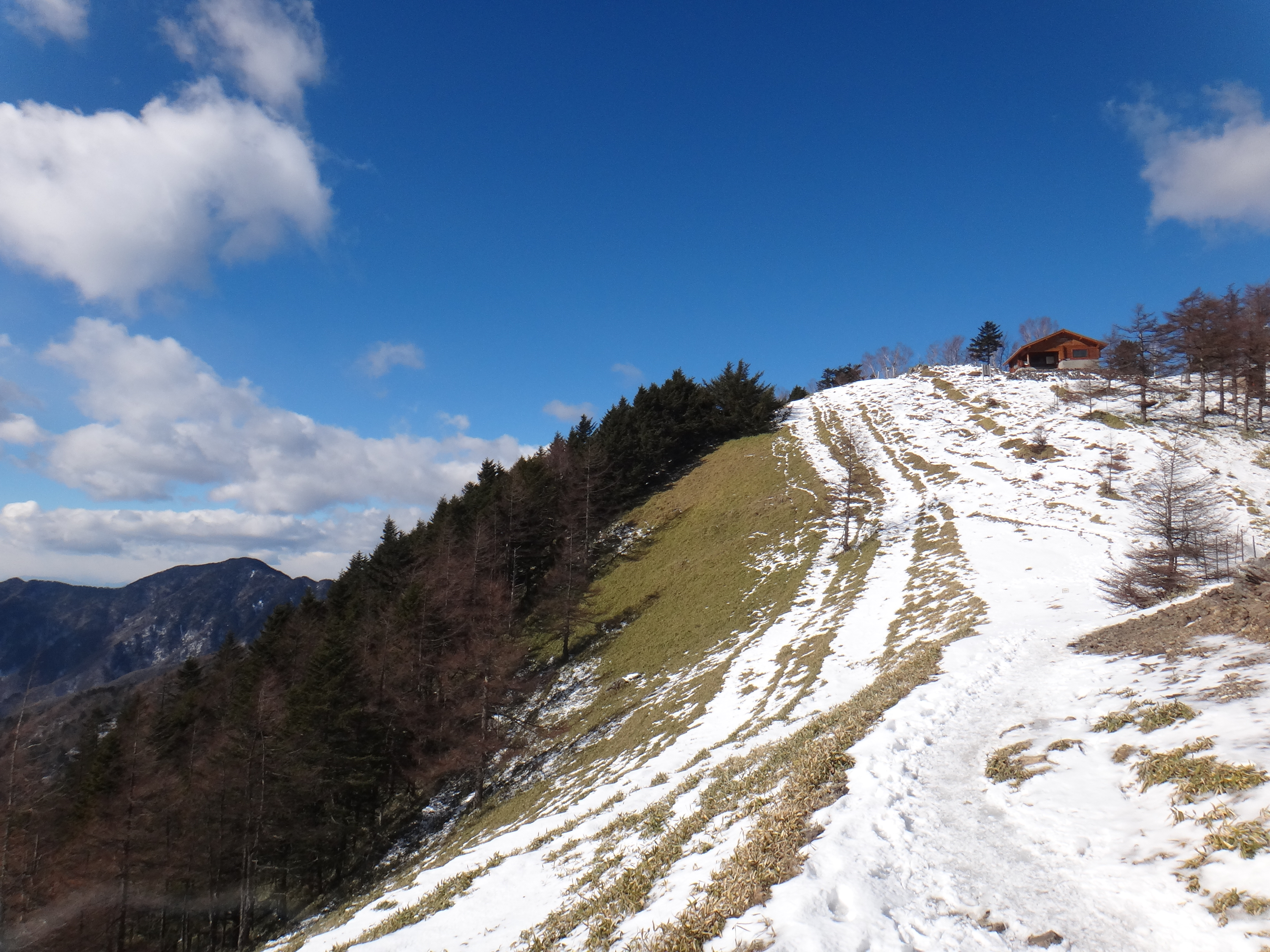
積雪期の雲取山
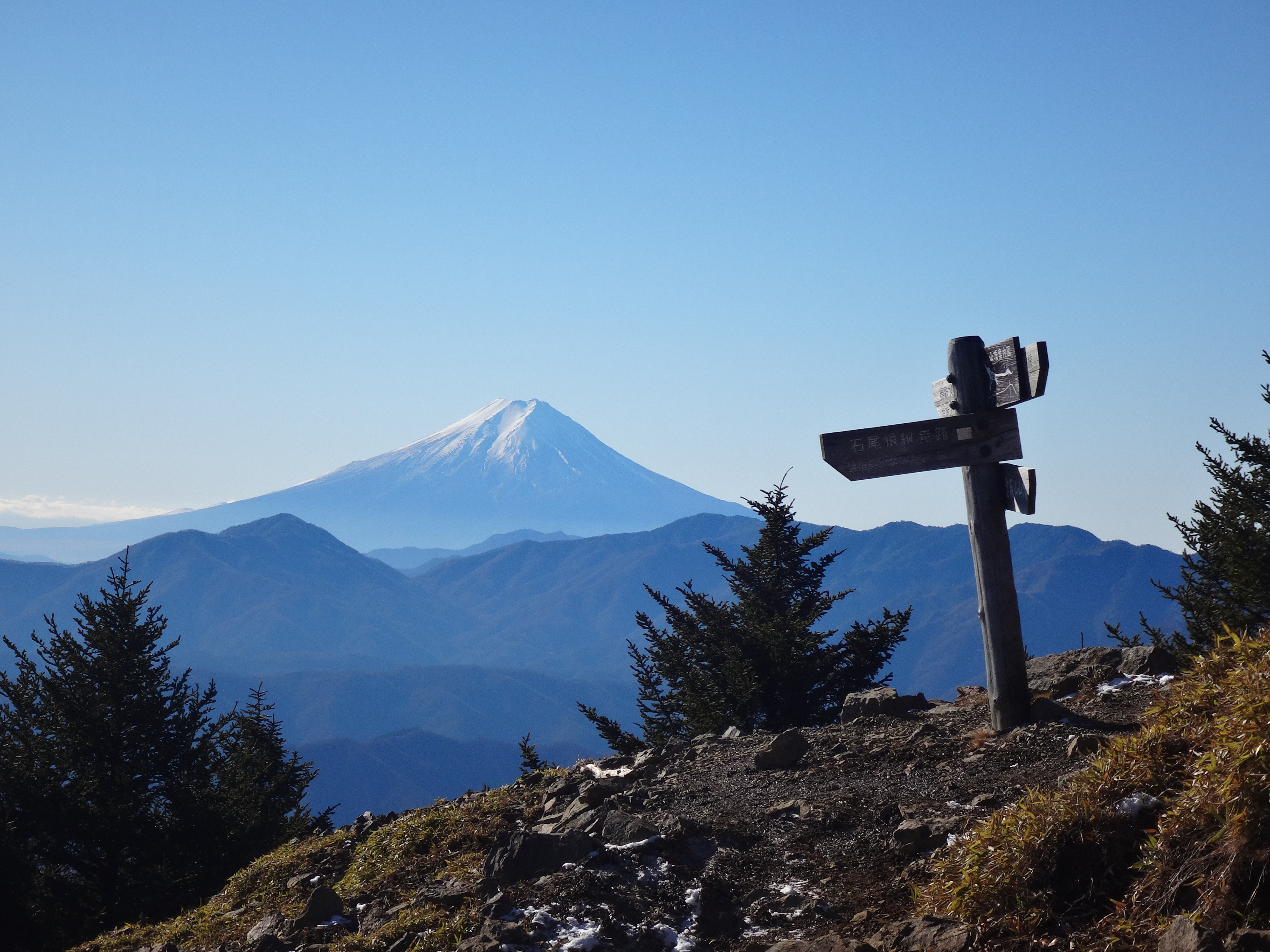
雲取山山頂からの富士山
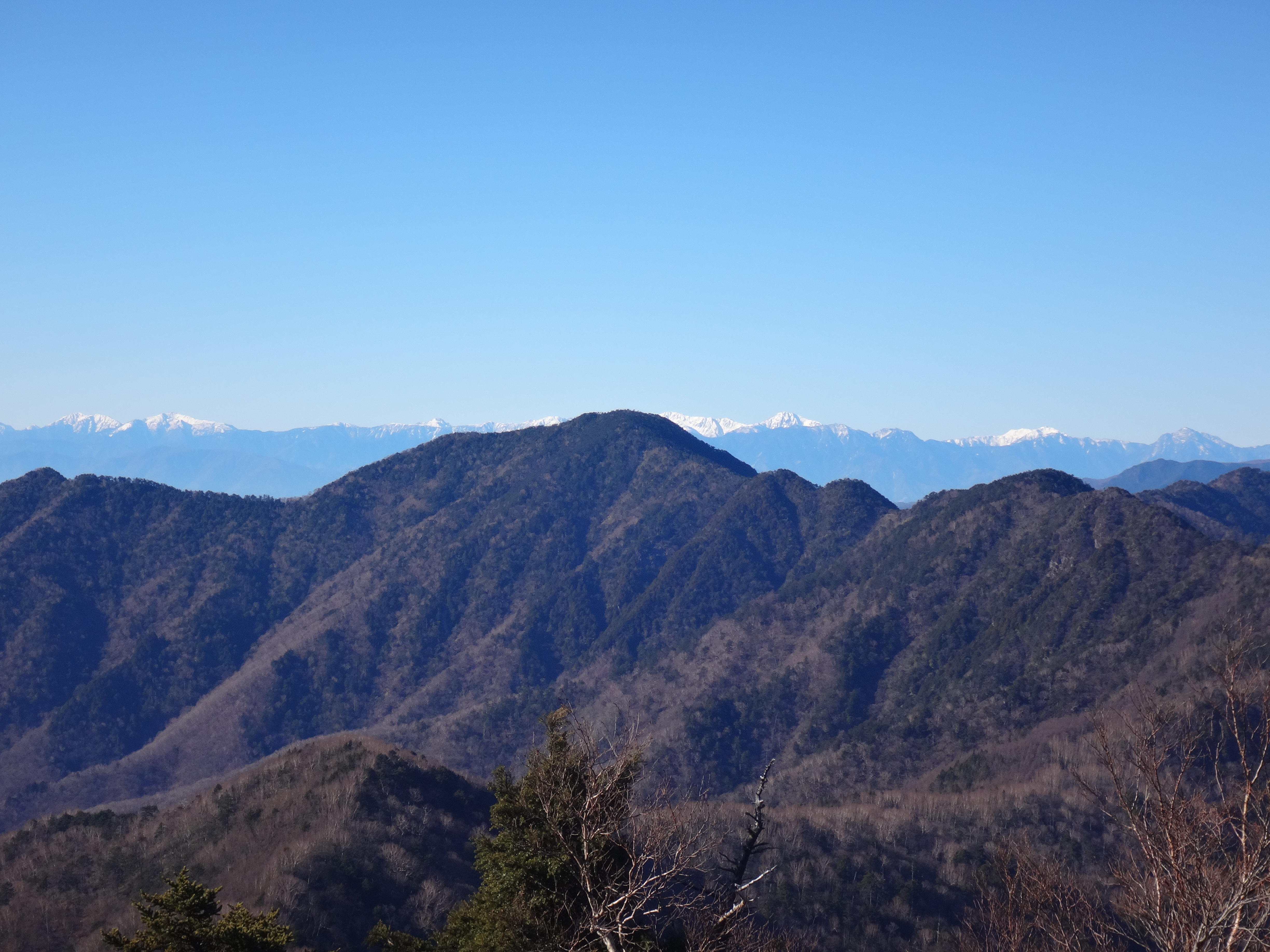
雲取山からの飛龍山と南アルプス
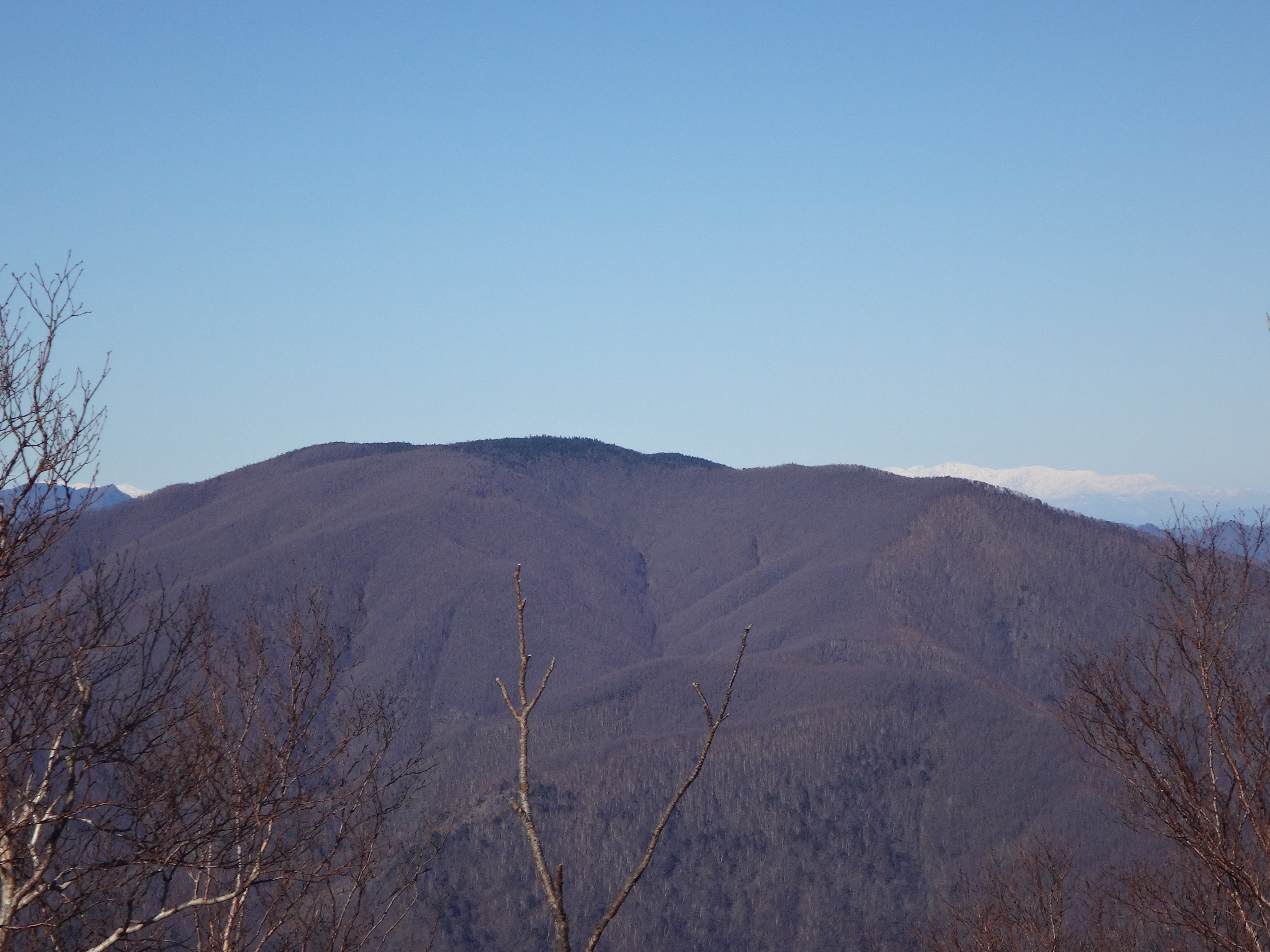
雲取山からの和名倉山と白馬岳（右奥）
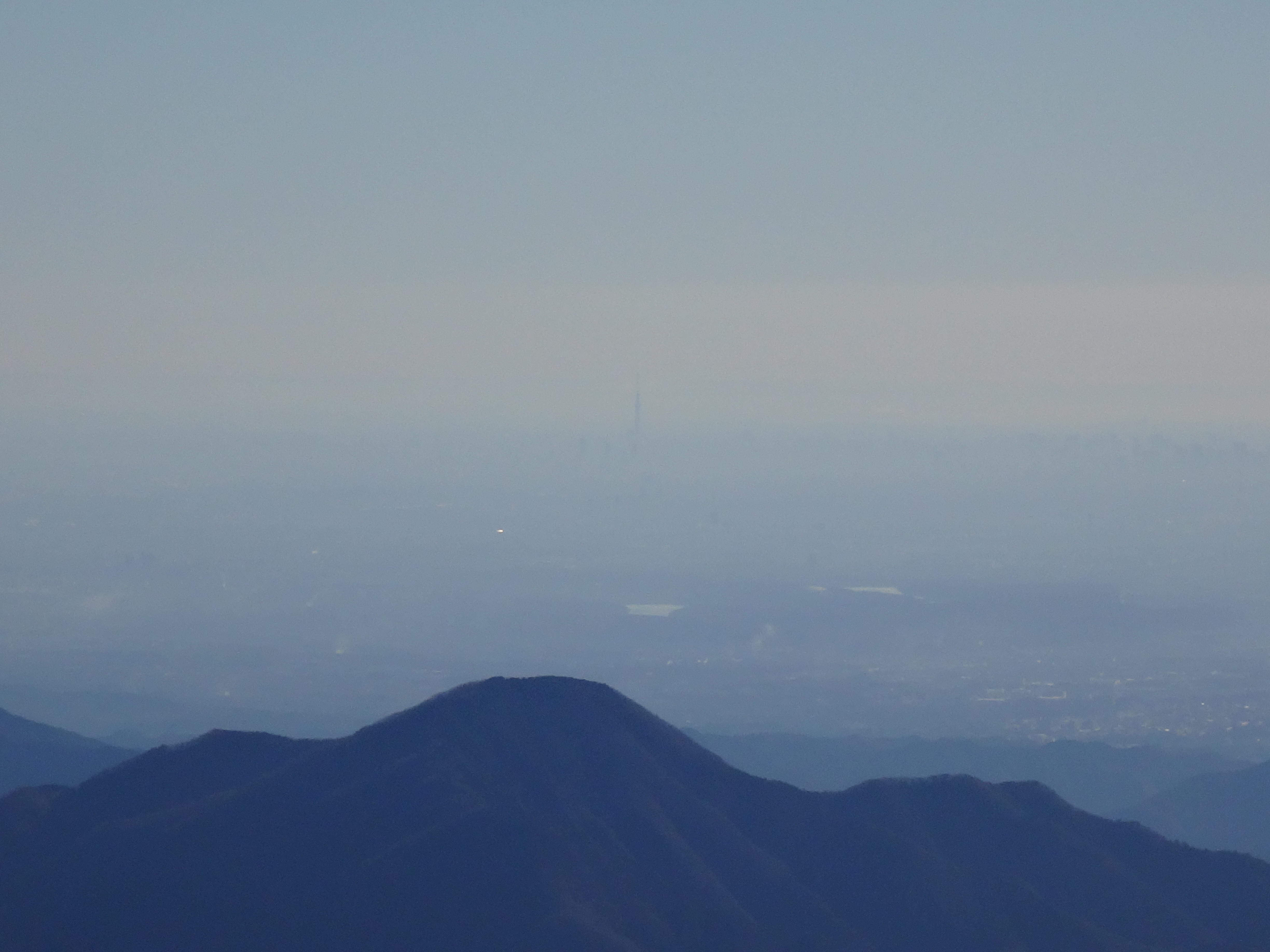
雲取山からの東京スカイツリー
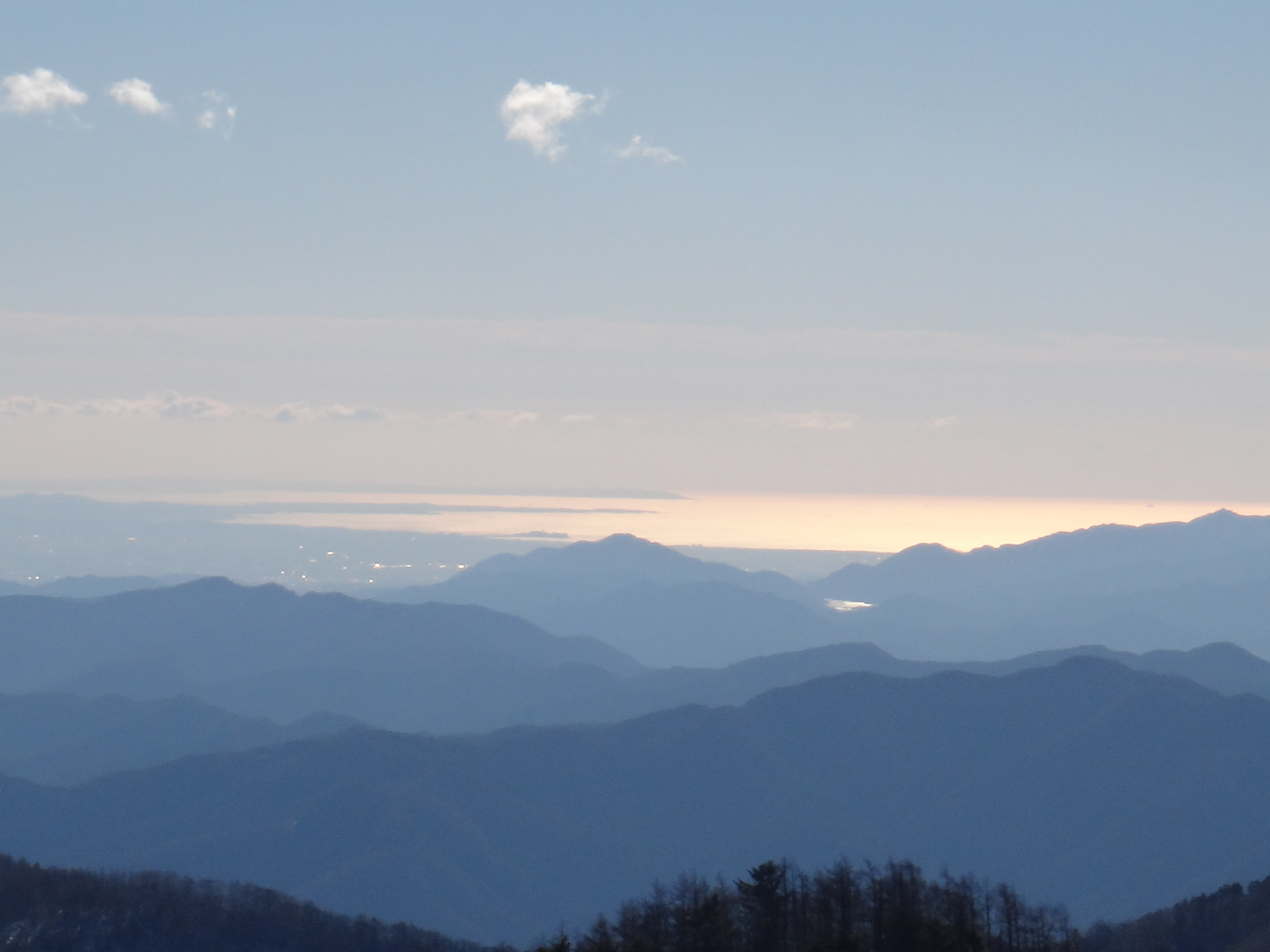
雲取山からの江ノ島
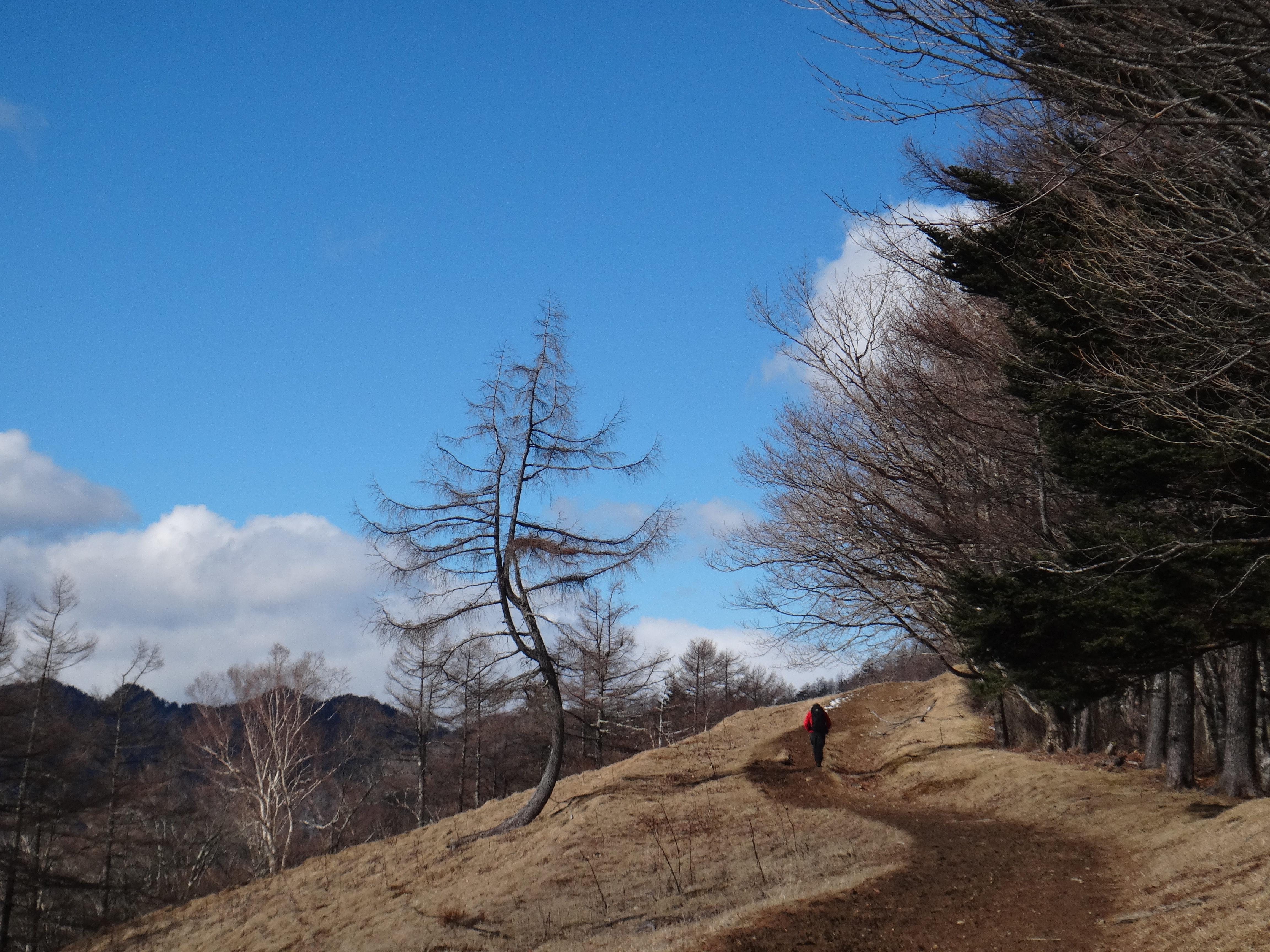
石尾根（七ツ石山北側）
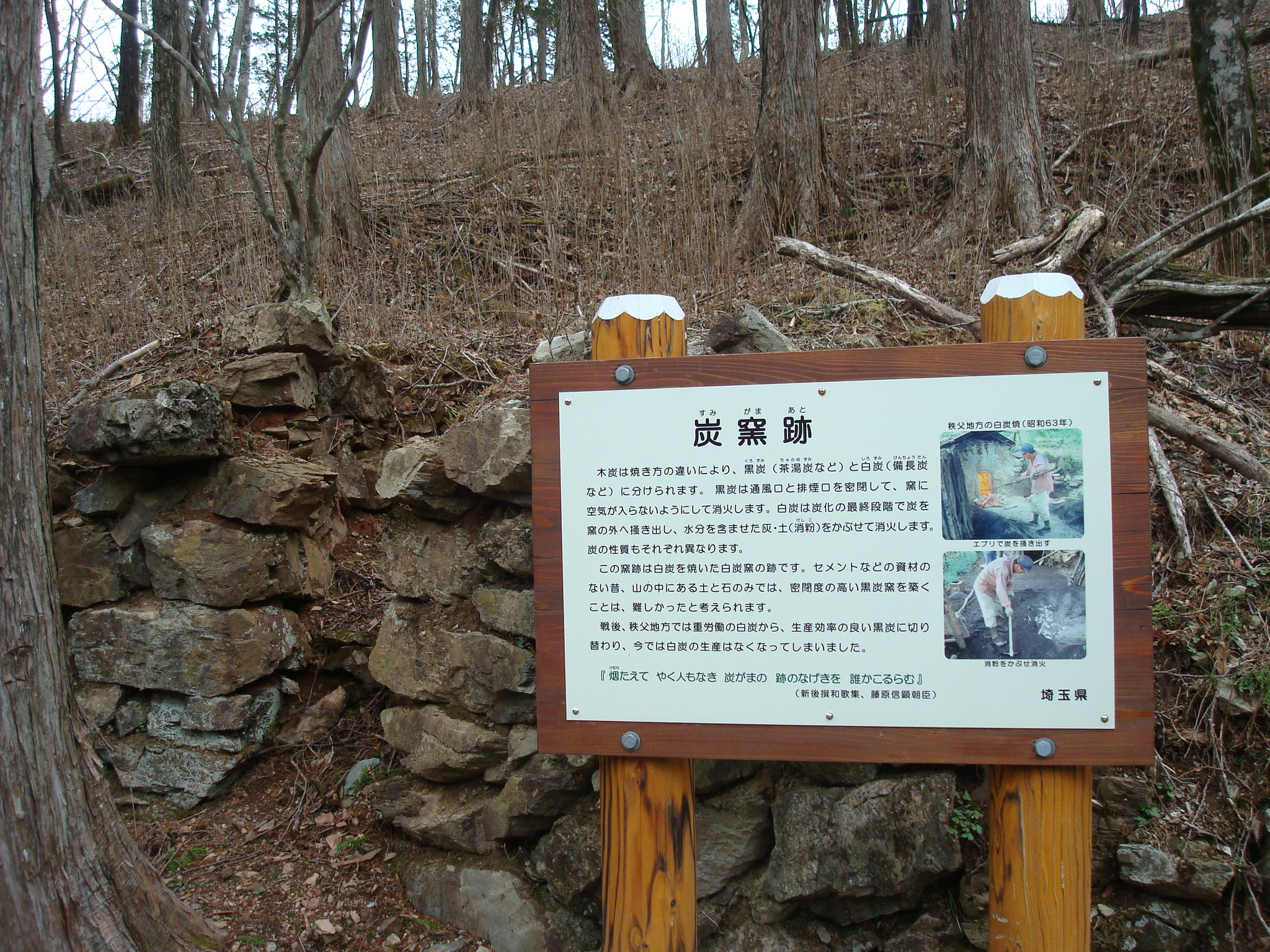
三峯神社と雲取山の間にある炭窯跡

## 雲取山が登場する作品等
- ヤマノススメ - 体力作りの為に三峯神社から登り、山頂でテント泊して鴨沢バス停に下る。
- 鬼滅の刃 - 物語開始以前に、主人公は当山の東京側の山麓で炭焼をしながら生計を立てていた。
- 雲取賞 - 南関東大井競馬場で開催される地方競馬の重賞競走（ダートグレード競走、JpnIII）。三冠レース初戦、羽田盃（中央競馬の皐月賞に相当）のステップレースである。